# Antonio Gelli
Antonio Gelli (14. August 1897 in Ravenna – Dezember 1960 in Mailand) war ein italienischer Opernsänger (Bassbariton).

## Leben
Gelli war an der Mailänder Scala, der Oper von Rom und zahlreichen anderen bekannten italienischen Opernhäuser beschäftigt und sang dort sehr oft Comprimario-Rollen. Daneben wurde auch seine schauspielerische Leistung geschätzt. Sein „Fra Melitone“ in La forza del destino galt als seine glänzendste Rolle. Nach seinem Bühnenabschied wirkte er in Mailand als Gesangspädagoge.

## Schüler
- Giuliano Bernardi